# 中川十郎
中川 十郎（なかがわ じゅうろう、1935年（昭和10年）6月5日 - ）は、日本の経営学者で、元東京経済大学経営学部教授。日本ビジネスインテリジェンス協会の会長。

## 経歴
- 1935年　鹿児島県生まれ、ラ・サール中学校・高等学校卒業
- 1959年　東京外国語大学外国語学部イタリア学科国際関係専修課程卒業
- 卒業後はニチメン（現双日）勤務を経て愛知学院大学商学部教授に就任
- 1998年　東京経済大学教授に就任
- 2006年　東京経済大学退任

## 著書
- "Intelligent Corporation" Taylor Graham, London 1993年(共著)
- 『貿易と海外投資の実務』 文眞堂 1994年11月(共著)